# Quadrio Pirani
Quadrio Ferruccio Pirani (Jesi, 25 gennaio 1878 – Roma, 2 giugno 1970) è stato un ingegnere e architetto italiano.

## Biografia

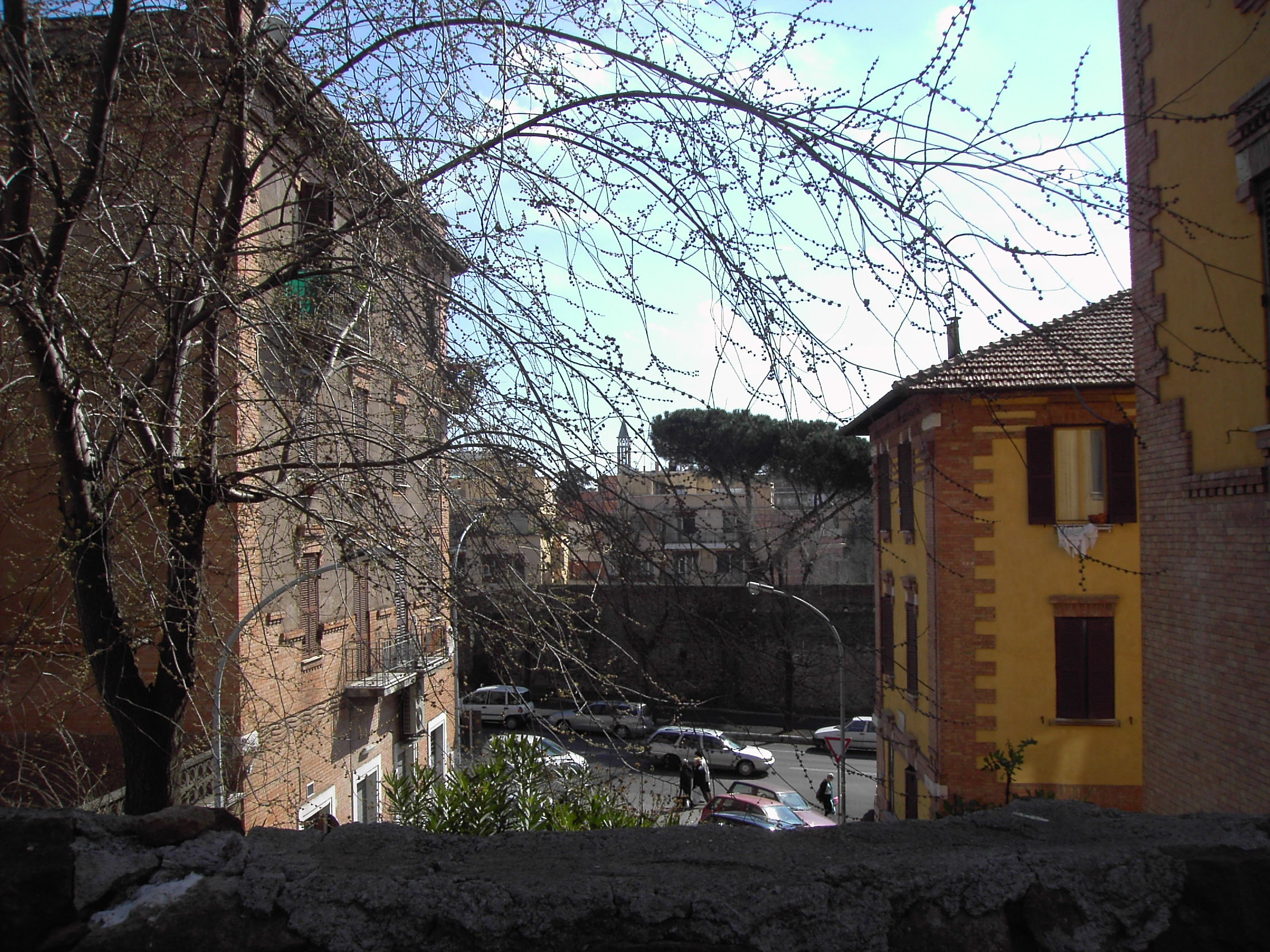
Edifici in viale Giotto a San Saba progettati da Pirani

Nato a Jesi da Stamura Fazi e Oreste Pirani, un capomastro da cui apprende fin da piccolo come tirare su muri e costruire volte, consegue nel 1897 la licenza di perito agrimensore presso il Regio Istituto Tecnico di Jesi e, due anni dopo, quella fisico-matematica presso il Regio Istituto Tecnico di Ancona. A Roma frequenta la Scuola Superiore di Ingegneria, laureandosi in ingegneria civile nel novembre del 1904. Negli stessi anni frequenta lo studio fotografico Dominici di Jesi, in cui conosce alcuni collaboratori con i quali fonda la rivista Il cinematografo nel 1902 e il settimanale socialista riformista La libera parola nel 1906, di cui sarà uno dei redattori.
Nel 1901 riceve il suo primo incarico da ingegnere, come assistente dell'ing. Benvenuti per la costruzione di una diga sul fiume Esino.
Nel 1904 inizia l’attività professionale con l’Istituto Autonomo Case Popolari di Roma che sarà segnata da una serie di interventi al Flaminio, Celio, San Saba, si deve a lui la progettazione e la strutturazione del quartiere e Testaccio, intervento che Paolo Portoghesi definisce "la prova più matura della sua carriera". 
Nel 1910, viene nominato responsabile dell’Ufficio Tecnico dell’ICP ma nell’ottobre dello stesso anno lascia l’Istituto per dedicarsi alla libera professione aprendo, con Giovanni Bellucci, uno studio a via Cavour n. 325. Continua comunque a progettare per l'istituto da esterno fino al 1913. 
Nello stesso periodo realizza anche alcune opere di edilizia privata, tra cui diversi villini, dei fabbricati per alcune cooperative romane, tra cui un gruppo di case per la cooperativa “Appia” fuori porta Latina (1913) e un edificio sul lungotevere degli Anguillara per la cooperativa dei Tipografi (1913), tre sale cinematografiche, una a Fabriano e due a Roma, il teatro Umberto in piazza dell'Unità (1908) e il cinema teatro Garibaldi a Testaccio (1909), e due cappelle funerarie a Jesi, una per la famiglia Santarelli nel 1905, oggi demolita, e una per la famiglia Giovannini nel 1906.
All'attività professionale affianca quella didattica, dal 1907 al 1920 è assistente di architettura generale e applicazioni di geometria descrittiva presso la cattedra dell'ing. Guglielmo Calderini nella Scuola di Applicazione per gli Ingegneri di Roma.
Dopo la prima guerra mondiale, alla quale partecipa come bersagliere e in cui ottiene la promozione a capitano per meriti di guerra, riprende l'attività professionale nel 1919, quando per incarico del Ministero dell'agricoltura, dell'industria e del commercio, progetta i piani regolatori delle città-giardino di Roma vecchia e Monte Sacro in collaborazione con Gustavo Giovannoni ed Edmondo Del Bufalo, realizza poi avvalendosi della collaborazione dell'architetto Gino Benigni alcuni fabbricati per conto dell'IRCIS (Istituto Regio per le Case degli Impiegati Statali) a piazza d'Armi e villa Lancellotti, nonché i villini per le cooperative “Il progresso” a villa Fiorelli e "Latina I" a porta Latina, in cui sperimenta la tecnica della città-giardino già utilizzata a San Saba e in un intervento sull'Aniene.
Realizza poi la casa per il fratello a Falconara Marittima (1921) e la sede per la Banca Popolare Cooperativa di Jesi, oggi demolita (1928).
In questo periodo riveste cariche ufficiali di grande importanza: nel 1918 è membro della Commissione per lo Studio dei Problemi Tecnici del Dopoguerra; dal 1921 al 1923 della Commissione Edilizia del Comune di Roma; nel 1925 del Consiglio Superiore di Economia Nazionale, nel 1929 del Direttorio del Sindacato Fascista Ingegneri di Roma.
Al 1930 sono datati i suoi ultimi due progetti, per un villino per sé e la sua famiglia in via Dandolo a Roma e per un casino di caccia a Jesi, dopo di che si dedica solo a perizie tecniche e consulenze, muore nel 1970 a Roma, tre anni prima in un'intervista a Il Giornale d'Italia riassume quella che è stata la poetica progettuale che ha accompagnato i suoi lavori: “Ho sempre avuto a cuore i problemi sociali; e ho voluto costruire per il popolo, partendo però da solide basi. Ho edificato case economiche inquadrando questo aggettivo nel suo giusto significato; economia non significa risparmio sulla qualità. Economia significa rendimento, durata".

## Progetti e opere a Roma
- 1906 - Villino presso via Latina

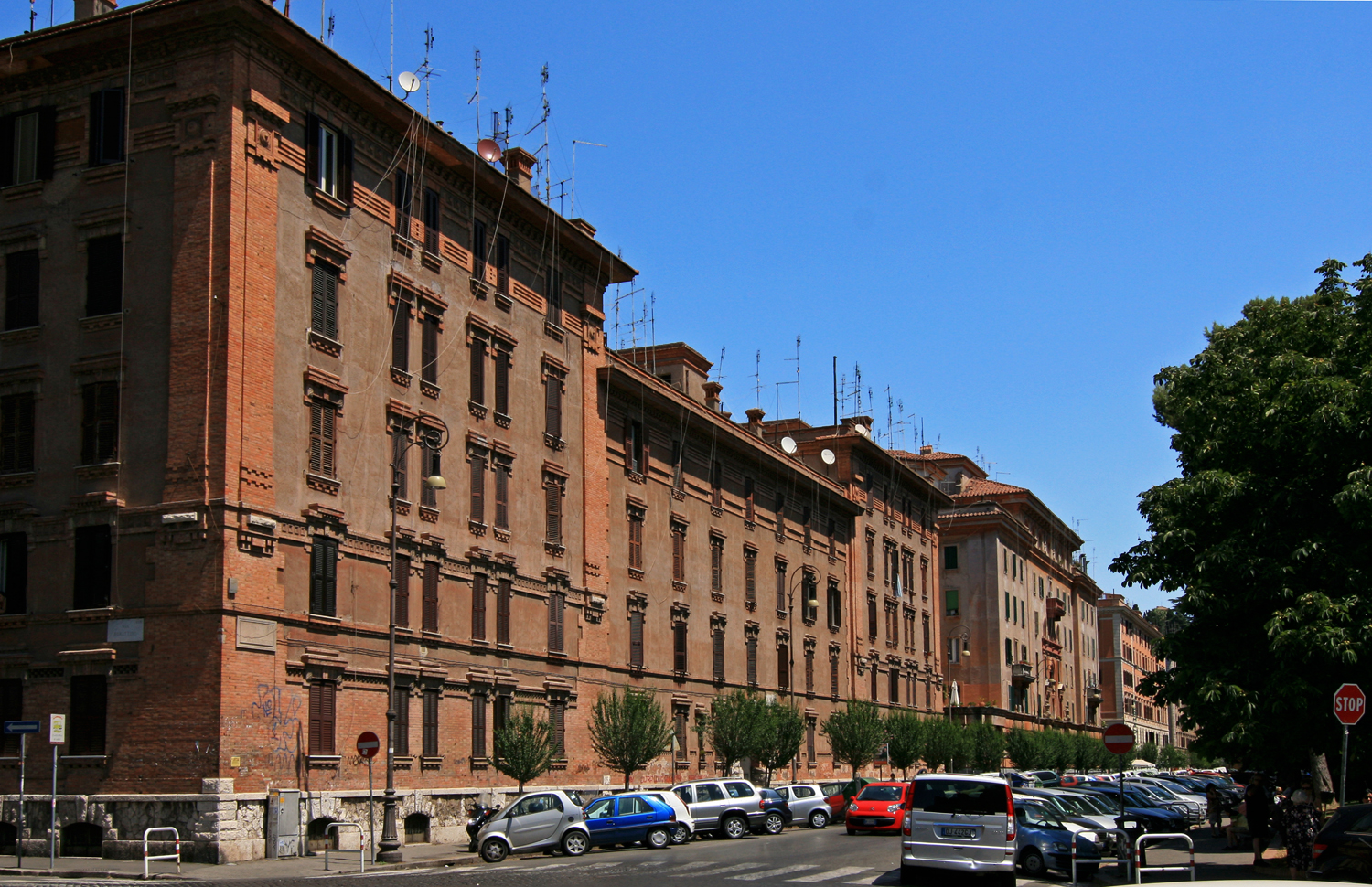
Lotto XXXIII a Testaccio

- 1908 - Sala cinematografica Teatro Umberto in piazza dell'Unità (demolita)
- 1909 - Sala cinematografia tra via Manuzio e Mastro Giorgio (demolita)
- 1911 - Asilo per bambini deficienti a San Saba, Lotto II
- 1911 - Secondo premio al Concorso per il miglior tipo di casa popolare, abbinato al II Congresso Nazionale per le Case Popolari
- 1911-1914 - Quartiere popolare di San Saba per l'ICP
- 1911 - Lotti XXX, XXXII, XXXIII, XXXIV a Testaccio per l'ICP
- 1913 - Casette fuori Porta Latina per la coop. Appia
- 1913 - Progetto di fabbricati per la Coop. dei Tipografi sul lungotevere degli Anguillara
- 1919 - Progetto di città-giardino a Roma Vecchia
- 1919 - Città-giardino Aniene (con Edmondo Del Bufalo e Gustavo Giovannoni)
- 1920 - Gruppo di case popolari per l'IRCIS a piazza d'Armi
- 1920-1922 - Gruppo di case popolari per l'IRCIS, lotti A, B, C, D, E, F, G, a Villa Lancellotti
- 1922 - 350 villini per la coop. Il Progresso a Villa Fiorelli
- 1923 - Fabbricati per la Cassa Nazionale in viale Carso e via Costabella
- 1925 - Casette a Grotta Perfetta per la coop. Roma
- 1909 -1926 - Fabbricati per Ergomino Di Palma in viale del Campo Boario
- 1929 - Progetto per la risistemazione di Largo Argentina
- 1930 - Progetti del villino Pirani in via Dandolo
- 1950 - Fabbricato per Alberto D'Amico in viale del Campo Boario